# Gerhard Starcke
 Gerhard Starcke  (* 19. September 1907 in Berlin; † nach 1979) war ein politischer Aktivist der NSDAP.

## Leben
Starcke trat zum 1. April 1930 der NSDAP bei (Mitgliedsnummer 226.815). Er war 1932 Aktivist in der NSBO und Organisator in deren Wahlkämpfen. Er war rechtlich verantwortlich für Flugblätter. Nach dem Machtwechsel war er bis 1945 für die Deutsche Arbeitsfront tätig.
Nach dem Kriegsende scheint er in Hessen in zivilen Berufen wieder Fuß gefasst zu haben.

## Publikationen von Gerhard Starcke
Starcke war als Autor vielseitig: Vor 1945 war er vor allem Haus-Publizist für die Deutsche Arbeitsfront. Ansonsten brachte er 1936 einen Kinderroman und 1979 einen Beitrag über Konrad Duden.
- [Einblattdruck] Deutschland erwache!. Starcke, Gerhard [verantwortlich]. Berlin, 1932. Umfang: 4 S., Untertitel: Kampfblatt der Schaffenden, Ausgabe: Nr. 16, Sonntag, den 26. Juni 1932, Schlagzeile: Wir lehnen diese Volksaussaugung nachdrücklich ab! [Wahlpropaganda. Reichstagswahl 31.7.1932. Liste 2 NSDAP].
- Der Nationale Feiertag des Deutschen Volkes 1933, 1934, 1935. Berlin : Freiheitsverl., 1933–35.
- Brandelmann auf großer Fahrt [Roman]. Berlin : Büchergilde Gutenberg, 1936.
- Die Deutsche Arbeitsfront : eine Darstellung über Zweck, Leistungen und Ziele. Berlin 1940.
- [Konrad] Duden : Gedenkschrift zu seinem 150. Geburtstag am 3. Januar 1979. [Red.: Gerhard Starcke]. Bad Hersfeld 1979.